# سیارک ۱۲۵۴۷۳
سیارک ۱۲۵۴۷۳ (به انگلیسی: 125473 Keisaku، نامگذاری:2001WP14) صد و بیست و پنج هزار و چهارصد و هفتاد و سومین سیارک کشف شده‌است که در ۲۰ نوامبر ۲۰۰۱ کشف شد.